# آنتاناناریوو (استان)
استان آنتاناناریوو (به لاتین: Antananarivo Province) یک استان در ماداگاسکار است که در مرکز واقع شده‌است.

## خصوصیات
استان آنتاناناریوو ۵۸٬۲۸۳ کیلومترمربع مساحت و ۵٬۳۷۰٬۹۰۰ نفر جمعیت دارد.